# Gonzalo de Sandoval

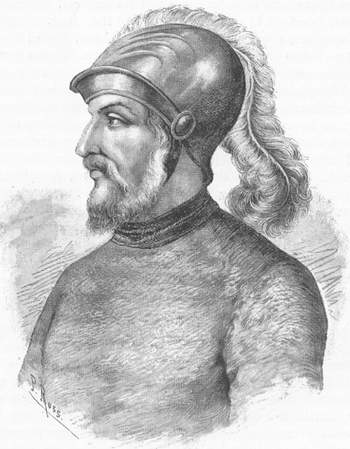
Gonzalo de Sandoval

Gonzalo de Sandoval (* 1497 in Medellín; † 1527 in Palos de la Frontera) war ein spanischer Konquistador. Er nahm an der Eroberung Tenochtitláns (1519–1521) unter Hernán Cortés teil und war ein Freund des Chronisten Bernal Díaz del Castillo. Vom 2. März 1527 bis zum 22. August 1527 erfüllte er Aufgaben in der Regierung der Kolonie Neuspanien.

## Leben

### Kriegszug ins Reich der Azteken
Im Jahr 1519 ging Gonzalo de Sandoval mit Hernán Cortés und seiner Armee an der Küste des Golfs von Mexiko an Land. Er war der jüngste Stellvertreter von Cortés und einer seiner fähigsten Offiziere. Mit nur wenigen Männern unterwarfen die Spanier mehrere indianische Völker. Bei den schweren Kämpfen mit den Tlaxcalteken bewährte sich Sandoval. Nachdem es den Tlaxcalteken nicht gelang, die Spanier zu schlagen, verbündeten sie sich mit ihnen gegen die Azteken. Im November 1519 zog Sandoval mit Cortés und seiner Armee in Tenochtitlán, der Hauptstadt des Aztekenreichs, ein.
Schon bald nach der Gefangennahme von Moctezuma II. gab Cortés das Kommando über die Kompanie in Villa Rica de la Vera Cruz in die Hände von Sandoval. Gleichzeitig übernahm dieser dort das Amt des Bürgermeisters.
Im Frühjahr 1520 landete Pánfilo de Narváez bei Villa Rica de la Vera Cruz mit einer Armee von über 1200 Mann. Er schickte Boten zu Gonzalo de Sandoval und forderte die Übergabe des Stützpunkts. Obwohl Sandoval nur etwa 60 Männer zur Verfügung standen, nahm er die Boten von Pánfilo de Narváez gefangen. Er ließ sie fesseln und von befreundeten Indianern zu Cortés nach Tenochtitlan tragen. Cortés ließ die Boten frei, nachdem er sie bestochen hatte. Dann machte er sich mit 250 Männern auf den Weg an die Küste und griff Narváez und seine Armee nachts in Cempoala an. Es war eine Einheit unter dem Kommando von Sandoval, die den Auftrag hatte, Narváez festzunehmen oder zu töten. Narváez wurde bei dem Kampf schwer verletzt und schließlich gefangen genommen.
Sandoval hatte auch das Kommando über die Vorhut in der Noche Triste auf dem spanischen Rückzug aus Tenochtitlán. Nach dieser Niederlage ließ Cortés in Tlaxcala Schiffe bauen, um die Hauptstadt der Azteken erneut anzugreifen und zu belagern. Unter der Führung von Gonzalo de Sandoval wurden die Einzelteile der Brigantinen von Tlaxcala an den Texcoco-See geschafft.
In dieser Zeit eroberte Sandoval mit seinen Männern Zultepec, eine wichtige Stadt an der Grenze zum Herrschaftsgebiet von Tlaxcala. Als er auf die Stadt vorrückte, floh die Bevölkerung und versuchte in großer Eile alle Spuren des Trosses des Pánfilo de Narváez zu verwischen, dessen Mitglieder zu Hunderten gefangen genommen, den Göttern geopfert und anschließend rituell verspeist worden waren. Sandoval fand in einem Tempel zwei zu Leder verarbeitete Skalpe von Spaniern mit ihren Bärten und die aufgespannten Häute von vier Pferden. In einem anderen Tempel fand er die Inschrift eines Gefangenen: „Hier lag der unglückliche Juan Yuste mit vielen Kameraden in qualvoller Gefangenschaft.“ Der Soldat Juan Yuste war ein Adliger, der mit Pánfilo de Narváez nach Neuspanien gekommen war und von den Kriegern aus Texcoco gefangen wurde. Trotz allem ließ Sandoval die Stadt nicht zerstören.
Stattdessen wandte er sich wieder der Aufgabe zu, die Einzelteile der Schiffe für den Angriff auf Tenochtitlán zu transportieren. In Texcoco wurden die Schiffe trotz ständiger Angriffe der Azteken zusammengebaut und zu Wasser gelassen. Während der monatelangen Belagerung Tenochtitláns kämpfte Sandoval mit seinen Männern an dem ihm zugewiesenen Frontabschnitt. Beim Angriff auf den Markt von Tlatelolco unterstützte er Pedro de Alvarado. Nach einem letzten Angriff auf Tenochtitlán nahm García Holguín, einer seiner Männer, den Tlatoani (König) Cuauhtémoc gefangen. Holguín und Sandoval übergaben den König der Azteken gemeinsam an Cortés.
Später schickte Cortés ihn in das Gebiet von Coatzacoalcos. Von dort aus „befriedete“ er Huatusco, Tuxtepec und Oaxaca. Er gründete die Stadt Medellín in Tatatetelco und den Hafen Pacífico de Espíritu Santo. In Pánuco unterdrückte er einen Aufstand der einheimischen Indianer. Im Juli 1523 gründete Gonzalo de Sandoval die Stadt Colima. In den Jahren 1524 bis 1526 nahm er an Cortés’ Feldzug ins Gebiet des heutigen Honduras teil.

### Rückkehr nach Spanien
Im Herbst 1527 reiste er zusammen mit Cortés nach Spanien und kam nach einer Überfahrt von nur 41 Tagen im Dezember im Hafen von Palos an. Doch schon auf der Reise war er schwer erkrankt und kurz nach seiner Ankunft verstarb er. Zuvor waren ihm noch 13 Goldbarren gestohlen worden. Er wurde im Kloster La Rábida begraben. Da er keine rechtmäßigen Kinder hatte, setzte er seine Nichte als Erbin seines beträchtlichen Vermögens ein.